# Interpositiv
Als Interpositiv (auch Zwischenpositiv) bezeichnet man in der Filmproduktion ein Filmpositiv, das zur Herstellung von Internegativen benutzt wird, die wiederum zur Kontaktkopierung (dem "Ziehen") der Kino-Vorführkopien benötigt werden.
Das Interpositiv wird üblicherweise direkt vom Kameranegativ entweder als optische Kopie angefertigt oder als Kontaktkopie "gezogen".
Heutzutage wird stattdessen üblicherweise ein digital intermediate verwendet.